# سه دختر هالیوودی
سه دختر هالیوودی (انگلیسی: Three Hollywood Girls) یک فیلم کوتاه کمدی به کارگردانی راسکو آرباکل است که در سال ۱۹۳۱ منتشر شد.

## گزیدهٔ بازیگران
- لِتا لِین
- ادوارد ناگنت
- فلورنس اوبرل
- فیلیس کرین
- ریتا فلین